# Tortula andina
Tortula andina là một loài rêu trong họ Pottiaceae. Loài này được (Sull.) Mitt. mô tả khoa học đầu tiên năm 1869.